# Earlham
Earlham – osada w Anglii, w Norfolk. 
Earlham jest wspomniana w Domesday Book (1086) jako Erlham.